# Jiří Vráblík
Jiří Vráblík (* 12. März 1983 in Valtice) ist ein tschechischer Tischtennisspieler. Mit der Mannschaft gewann er 2010 bei der Europameisterschaft eine Bronzemedaille. Er ist Rechtshänder und verwendet als Griff die europäische Shakehand-Schlägerhaltung.
1997 wurde er im Doppel sowie im Mixedwettbewerb Schüler-Europameister. Beim Jugend TOP 10 gewann er einmal Silber. 2008 verhalf er dem deutschen Verein FC Tegernheim zum Aufstieg in die 1. Bundesliga. Das Gleiche gelang ein Jahr später mit dem Verein 1. FC Saarbrücken.

## Turnierergebnisse
| Verband | Veranstaltung               | Jahr | Ort           | Land | Einzel        | Doppel    | Mixed | Team |
| ------- | --------------------------- | ---- | ------------- | ---- | ------------- | --------- | ----- | ---- |
| CZE     | Europameisterschaft         | 2011 | Danzig        | POL  | letzte 64     |           |       |      |
| CZE     | Europameisterschaft         | 2010 | Ostrava       | CZE  | letzte 64     | letzte 64 |       | 3    |
| CZE     | Schüler-Europameisterschaft | 1997 | Topolcany     | POL  | Viertelfinale | Gold      | Gold  |      |
| CZE     | World Tour                  | 2017 | Olmütz        | CZE  | Qual.         |           |       |      |
| CZE     | World Tour                  | 2017 | Panagjurishte | BUL  | letzte 32     |           |       |      |
| CZE     | World Tour                  | 2016 | Olmütz        | CZE  | letzte 64     | letzte 32 |       |      |
| CZE     | Jugend TOP 10               | 2000 | Tours         | FRA  | Silber        |           |       |      |
| CZE     | Jugend TOP 10               | 1999 | Löhne         | GER  | aufg.         |           |       |      |
| CZE     | Weltmeisterschaft           | 2010 | Moskau        | RUS  |               |           |       | 9    |